# Oleksa Novakivskyi

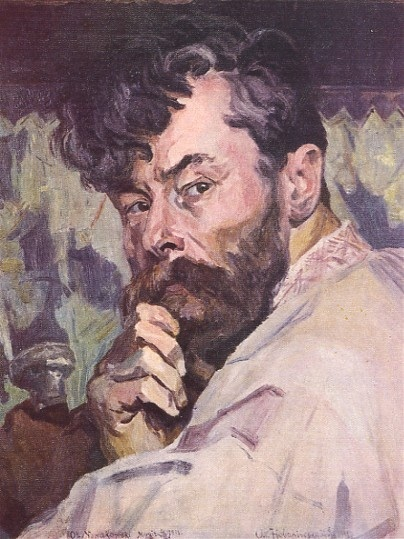
Auto-retrato (1911)

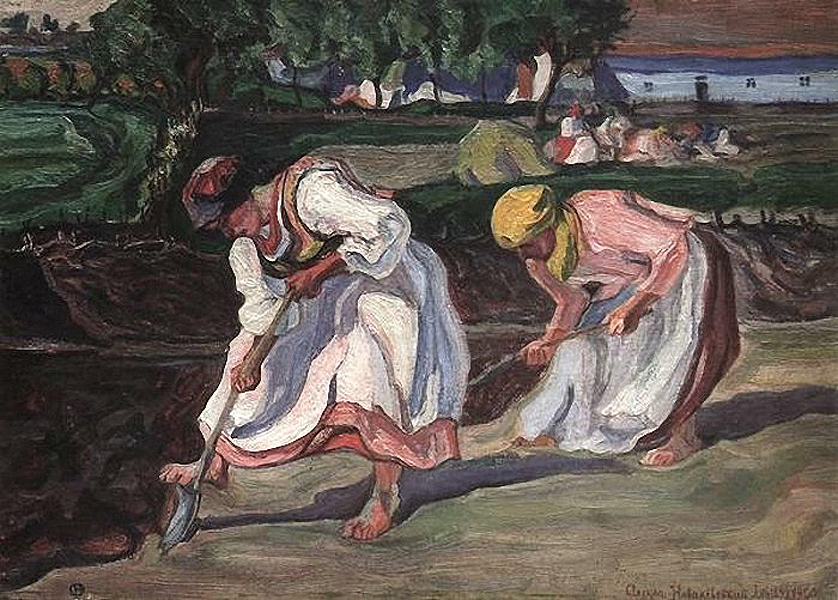
Cavando no jardim

Oleksa Kharlampiyovych Novakivskyi (ucraniano: Оле́кса Харла́мпійович Новакі́вський; 14 de março de 1872, Obodyvka, Trostianets Raion, Oblast de Vinnytsia - 29 de agosto de 1935, Lviv) foi um professor e pintor ucraniano, conhecido principalmente como um impressionista.

## Biografia
Ele era filho de um engenheiro florestal que trabalhava na propriedade de uma família aristocrática polaca. Um nobre local percebeu o seu talento e forneceu os meios para que ele buscasse uma educação artística. De 1888 a 1892, estudou em Odessa com o pintor decorativo e aquarela Filip Klimenko (1862-c.1917). Outros apoios permitiram-lhe transferir-se para a Academia de Belas Artes de Cracóvia, onde trabalhou com Jan Matejko (até à sua morte) e depois com Leon Wyczółkowski, entre outros.
Ele mudou-se para Lviv em 1913, com o patrocínio do Arcebispo Metropolitano, Andrey Sheptytsky. Pouco depois, ele começou a sua própria escola de arte. A maioria dos pintores notáveis da Galícia do início do século XX estudou lá, pelo menos brevemente.
Ele está enterrado no cemitério Lychakiv. Em 1972, foi estabelecido um museu em Lviv que ostenta o seu nome.